# Stura di Valgrande
La Stura di Valgrande è un torrente del Piemonte che, confluendo a Ceres con la Stura di Ala, dà origine alla Stura di Lanzo. Il suo corso è interamente compreso nel territorio della Città Metropolitana di Torino ed interessa la Val Grande di Lanzo.
Il bacino ha un perimetro di 70 km.

## Percorso

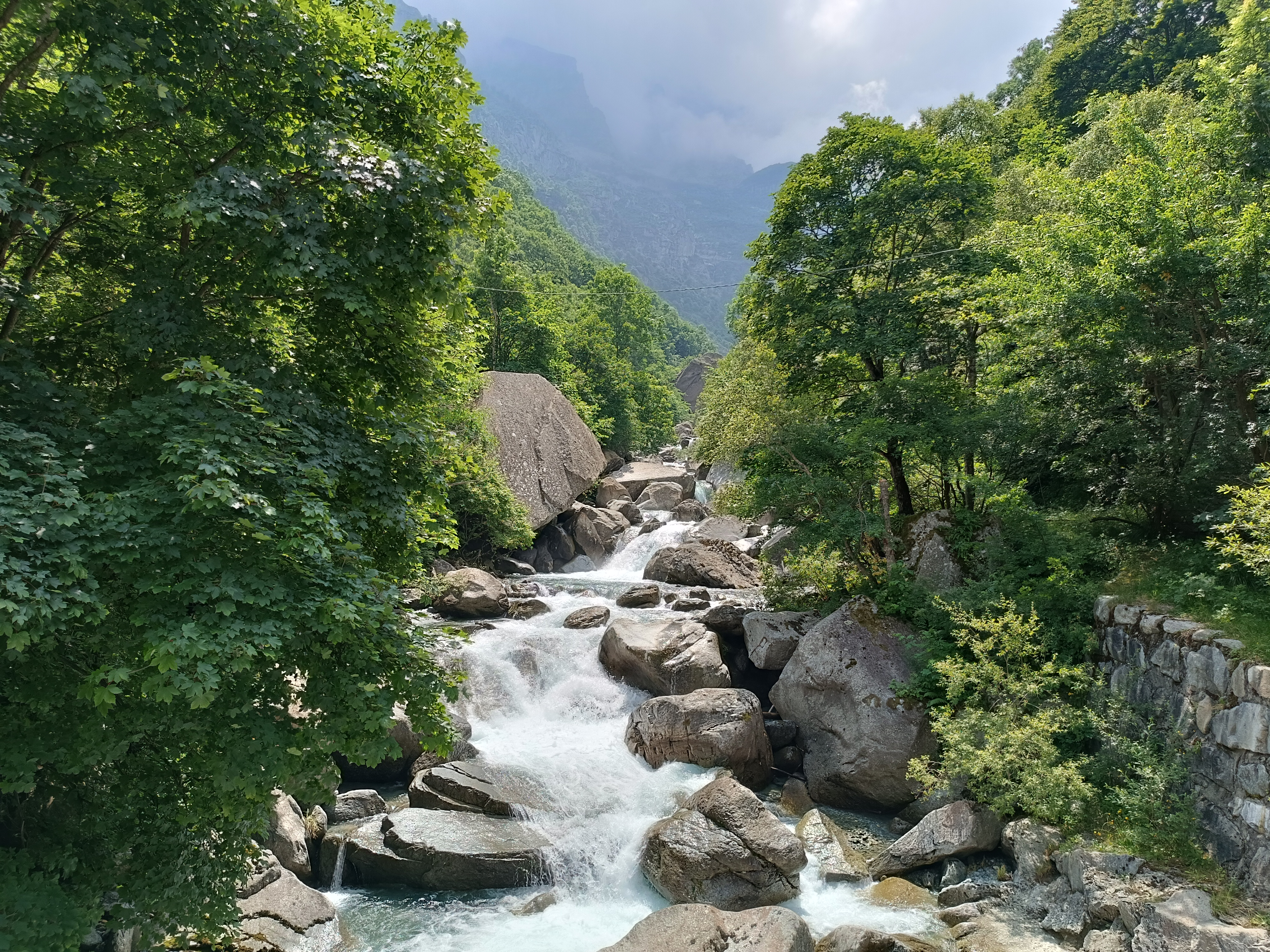
Fiume Stura di Sea

La Stura di Valgrande nasce a Forno Alpi Graie dalla confluenza di due rami sorgentizi. Quello settentrionale è più breve e nasce dal versante piemontese della Levanna Orientale e delle punte immediatamente a sud-ovest della stessa; il ramo meridionale, più lungo, prende il nome di Stura di Sea e percorre l'omonimo vallone. A valle di Forno il corso del torrente non presenta affluenti di particolare rilievo.
La Stura procede inizialmente verso est con pendenza non eccessiva e attraversa le varie frazioni che compongono il comune di Groscavallo; raggiunto il capoluogo del comune di Chialamberto, il corso del torrente inizia poi gradualmente a deviare verso sud.
Attraversato il territorio comunale di Cantoira il torrente lambisce Ceres e la sua frazione Procaria, al confine con il comune di Mezzenile, e confluisce infine a quota 673 m con la Stura di Ala dando origine alla Stura di Lanzo.
Tra i molti piccoli laghi naturali presenti nel suo bacino idrografico spiccano per le dimensioni più ragguardevoli i Laghi della Fertà e quelli di Unghiasse.

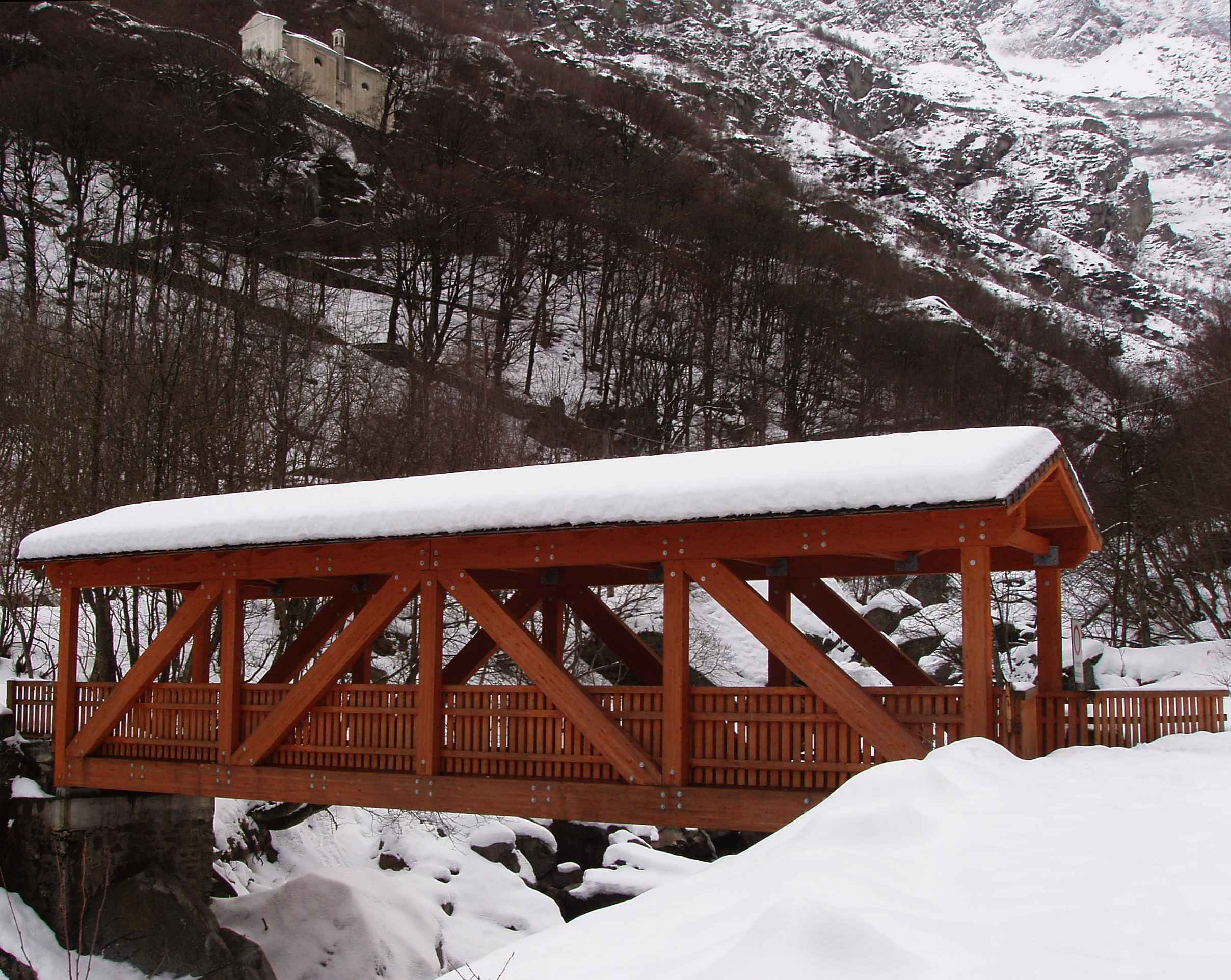
Il ponte sulla Stura di Sea (a sinistra il Santuario della Madonna di Loreto)

## Principali Affluenti
A valle di Forno Alpi Graie gli affluenti in sinistra idrografica danno in genere danno in genere apporti più significativi di quelli di destra perché i loro bacini di raccolta sono più vasti.
Tra questi si possono ricordare:
- Rio Vercellina
- Rio Unghiasse
- Rio della Paglia

## Regime
Il regime idrologico è tipicamente torrentizio, con un lunghi periodi di magra estivi o invernali e con piene a volte devastanti.

Tra queste una delle più rovinose avvenne nel settembre 1993 quando, per il crollo della morena del ghiacciaio Mulinet dovuto alle intense precipitazioni, il sottostante paese di Forno Alpi Graie fu letteralmente sepolto da una enorme massa di detriti.

Anche tra il 13 e il 16 ottobre 2000 una piena del torrente provocò gravi danni a Chialamberto e rese necessaria l'evacuazione di molti abitanti della valle.